# Caitlin Stasey
Caitlin Jean Stasey (Melbourne, 1 de maio de 1990), mais conhecida como Caitlin Stasey, é uma atriz australiana. Ela é conhecida por seu papel como Rachel Kinski, na telenovela Neighbours. Anteriormente, ela interpretou Francesca Thomas na série The Sleepover Club, embora seu papel de destaque no cinema tenha surgido em Tomorrow, When the War Began, uma adaptação cinematográfica de 2010 do romance adolescente best-seller de mesmo nome, no qual ela interpretou a protagonista Ellie Linton.
Ela também interpretou Lady Kenna na série Reign da The CW de 2013 a 2015 e teve um papel recorrente na série da ABC2 Please Like Me de 2013 a 2016. Em 2017, Stasey estrelou como Ada no drama da Fox, APB, que foi cancelado após uma temporada em maio de 2017. Em 2020, estrelou o curta Laura Hasn't Slept e teve um breve papel como a mesma personagem na versão do longa Smile (2022).

## Início da vida
Caitlin nasceu em 1990, em Melbourne, Vitória, na Austrália, onde foi criada com a sua irmã mais nova, Victoria. Os seus pais, David e Sally, são originalmente de Norwich, Inglaterra. Sally é uma professora de música na Escola Secundária Sandringham em Melbourne. Aos sete anos, Caitlin viveu quase um ano em Norwich e os seus avós ainda viviam na cidade em 2008.[carece de fontes?]
Stasey frequentou o Star of the Sea College, e em 2000, com 10 anos de idade, ela participou de um tour mundial como membro do Coro de Meninas australiano, e participou de uma regravação de Peter Allen "I Still Call Australia Home", para um comercial da empresa Qantas.

## Carreira
A carreira de Stasey começou em setembro de 2003, quando ela foi escalada para a série infantil de TV The Sleepover Club, no papel de Francesca 'Frankie' Thomas, a autoproclamada líder do clube. Ela fez um breve retorno para a segunda temporada, aparecendo no primeiro episódio em 2006.
Em 18 de agosto de 2005, entrou para o elenco da novela australiana Neighbours. Em setembro de 2008, Stacey anunciou em uma entrevista ao Herald Sun que deixaria Neighbours dentro de algumas semanas, principalmente para se concentrar em seus exames VCE no final do ano. O desenvolvedor afirmou que o personagem de Stacey não seria "morto" e deu a Stacey a chance de retornar.
Caitlin também participou de um especial do Channel 10 chamado Australia's Brainest Neighbour (um especial do Australia's Brainest Kid, um programa de perguntas sobre conhecimentos gerais) no qual chegou às finais.[carece de fontes?] Ela viajou pelo mundo como parte do coral para filmar o comercial, em 2000, antes das Olimpíadas de Sydney, e esse comercial foi nomeado como "Melhor Comercial Australiano".
Contracenou ao lado da atriz Phoebe Tonkin no filme Tomorrow, When the War Began. Em 2013, Caitlin entrou para o elenco da série televisiva Reign, no papel de Kenna, uma das damas de honra da Rainha Mary, e em 2014, esteve na sequência de Tomorrow, When the War Began, intitulada The Dead of the Night, baseado no 2º e no 3º romance da série de livros.

### Música
Em 2008, Stasey afirmou que recusou um contrato de gravação oferecido a ela por Tom Nichols, que também ofereceu um à ex-estrela de Neighbours, Stephanie McIntosh. Sobre isso ela disse que "atuar é minha principal paixão e eu queria concentrar meus esforços nisso, embora a maioria dos atores tenha a tripla ameaça de poder cantar, dançar e atuar".
Em 2008, ela gravou dois duetos com Dean Geyer, membro do elenco de Neighbours; seu cover de "I'm Yours", originalmente de Jason Mraz, foi usado em um episódio de Neighbours, e seus personagens cantaram a música "Unforgettable" no episódio. Em 19 de maio de 2008, Stasey e Geyer cantaram "Unforgettable" no Erinsborough High School Formal. A música foi lançada na loja australiana iTunes, onde alcançou a posição 40 na parada ARIA Digital Tracks.

## Vida pessoal
A partir de 2014, Stasey mora em Los Angeles. Em 2016, ela se casou com o ator norte-americano Lucas Neff. No início de 2021, Stasey revelou que ela e Neff se divorciaram e que ela iniciou um relacionamento com Erin Murphy-Muscatelli.

## Filmografia

### Cinema
| Ano  | Título                       | Papel              | Notas          |
| ---- | ---------------------------- | ------------------ | -------------- |
| 2009 | Summer Camp                  | Christine          |                |
| 2010 | Tomorrow, When the War Began | Ellie Linton       |                |
| 2013 | Evidence                     | Rachel             |                |
| 2013 | All Cheerleaders Die         | Maddy Killian      |                |
| 2014 | Lust for Love                | Trinity / Divinity |                |
| 2014 | Chu and Blossom              | Cherry Swade       |                |
| 2014 | I, Frankenstein              | Keziah             |                |
| 2016 | All I Need                   | Chloe              | Wake in Fear   |
| 2016 | Fear, Inc.                   | Lindsey Gains      |                |
| 2018 | Summer Days, Summer Nights   | Suzy Denner        | Summertime     |
| 2019 | Kindred Spirits              | Sadie              |                |
| 2020 | Laura Hasn't Slept           | Laura Weaver       | Curta-metragem |
| 2022 | Smile                        | Laura Weaver       |                |

### Televisão
| Ano        | Título                  | Papel                      | Notas                                                                        |
| ---------- | ----------------------- | -------------------------- | ---------------------------------------------------------------------------- |
| 2003, 2006 | The Sleepover Club      | Francesca "Frankie" Thomas | Protagonista (1ª temporada); episódio: "What Are Friends For" (2ª temporada) |
| 2005–09    | Neighbours              | Rachel Kinski              | Soap opera, papel regular                                                    |
| 2013–15    | Reign                   | Kenna                      | Elenco principal (temporadas 1–2)                                            |
| 2013–16    | Please Like Me          | Claire                     | Elenco principal                                                             |
| 2017       | APB                     | Ada Hamilton               | Elenco principal                                                             |
| 2018       | For the People          | ATF Agente Anya Ooms       | Episódios: "Everybody's A Super Hero", "Extraordinary Circumstances"         |
| 2018       | The Girl in the Bathtub | Julia Law                  | Telefilme                                                                    |
| 2021       | Fantasy Island          | Isabel Marshall            | Episódio: "The Romance & the Bromance"                                       |
| 2021–22    | Bridge and Tunnel       | Jill                       | Elenco principal                                                             |
| 2023       | Class of '07            | Saskia                     | Protagonista                                                                 |
| 2023       | Mayans M.C.             | Johnny                     | Elenco principal (5ª temporada)                                              |